# Lisowo (obwód Chaskowo)
Lisowo (bułg. Лисово) – wieś w Bułgarii, znajdująca się w obwodzie Chaskowo, w gminie Swilengrad. Według danych szacunkowych Ujednoliconego Systemu Ewidencji Ludności oraz Usług Administracyjnych dla Ludności, 15 grudnia 2018 roku miejscowość liczyła 6 mieszkańców.
Miejscowość ta znajduje na południowym zboczu góry Sakar. Położona 25 km na północ od centrum Swilengradu i 10 km od najbliższej wsi Lewki.
Panują tu ciężkie warunki atmosferyczne, w zimie dostęp do miejscowości jest trudny. Obecnie we wsi nie ma stałych mieszkańców. Wieś znajduje się w dąbrowie. Około 1 kilometra od Lisowa znajduje się kamieniołom.